# NSYNC
NSYNC (estilizado a veces como *NSYNC) fue una boy band de pop, que tuvo su auge a finales de la década de los años 1990 y principios de los años 2000. El despegue de la fama de la banda fue financiado por el magnate empresarial Lou Pearlman. Desde 1997, NSYNC ha vendido más de 70 millones de copias en todo el mundo.
Se formó en Orlando (Florida) en 1995 y despegaron en Alemania en 1997 por BMG Ariola Records. La banda consistía en Justin Timberlake, Chris Kirkpatrick, Joey Fatone, Lance Bass y JC Chasez. El nombre de la banda se deriva de las últimas letras de los miembros: Justi-N, Chri-S, Joe-Y, Lanste-N (originalmente la «N» venía de un miembro original llamado Jason Galasso antes de que fuera reemplazado por Lance Bass Lansten) y J-C. Después de que sus batallas legales con su antiguo representante Lou Pearlman y su antigua discográfica BMG Entertainment fueran altamente publicitadas, su álbum No Strings Attached (2000) vendió 1.1 millones de copias en un día y 2.4 millones de copias en una semana, dándoles la mayor primera semana de ventas de álbumes en Estados Unidos y la número 5 en el mundo, y su álbum del 2001, Celebrity tiene el récord de la segunda mayor primera semana completa de ventas de álbumes.
Además de una presentación en unas nominaciones al premio Grammy, NSYNC ha realizado actuaciones en la Serie Mundial, el Super Bowl y en los Juegos Olímpicos de Invierno y han cantado o grabado duetos con Aerosmith, Mary J. Blige, Britney Spears, Michael Jackson, The Jackson Five, Gloria Estefan, Nelly, Stevie Wonder y Céline Dion. Los miembros de la banda también aparecieron como ellos mismos en Los Simpsons, en un episodio titulado «New Kids on the Blecch», el cual fue presentado el 25 de febrero de 2001.
Desde que NSYNC anunció una «pausa temporal» a mediados de 2002, la banda no ha grabado material nuevo desde entonces. El sitio web oficial de la banda fue cerrado a mediados de 2006 y en 2007, Lance Bass confirmó que para él la banda se ha «separado definitivamente». En 2009, JC Chasez afirmó que nunca habrá una reunión de NSYNC. El sitio web del grupo fue reabierto de nuevo en 2010 para mantener a los fans informados acerca de los proyectos individuales de los exintegrantes del grupo.

## Historia

### 1995-1997: formación y éxito internacional
'N Sync se formó en Orlando (Florida) en octubre de 1995. Después de haber sido el primer finalista para un puesto en los Backstreet Boys, Chris Kirkpatrick de 24 años se reunió con Lou Pearlman para hablar sobre formar otra banda pop. Pearlman sugirió a Kirkpatrick encontrar otros jóvenes cantantes, lo que llevó a Kirkpatrick a llamar a Joey Fatone de 18 años, un amigo que conoció mientras trabajaba en Universal Studios. Entonces Kirkpatrick y Fatone se reunieron con Lou Pearlman para más sugerencias. Pearlman miró algunas cintas que tenía y una de Justin Timberlake de catorce años en el Club de Mickey Mouse capturó sus ojos. Justin pronto se unió al grupo y recomendó a su amigo JC Chasez diecinueve años, quién también fue miembro del elenco del Club de Mickey Mouse y pronto decidieron buscar a un cantante de bajo.
Inicialmente el quinto miembro fue Jason Galasso, quien abandonó a la banda antes de su firma con Lou Pearlman, debido a que no le gustaba la dirección en que la banda iba musicalmente, Galasso afirmó que ser un ídolo juvenil nunca fue una de sus metas. El grupo decidió llamarse a sí mismos «'N Sync», después de que la madre de Justin Timberlake, Lynn Harless comentó sobre la forma «en sincronía» de sus voces. El nombre del grupo fue también un juego con las letras finales de los primeros nombres de cada uno de los miembros: JustiN, ChriS, JoeY, JasoN y JC. Después de varias semanas de ensayos, la banda creó un escaparate y comenzaron a planificar la firma oficial con la disquera «Trans Continental» de Lou Pearlman. Sin embargo, en el último minuto, Galasso se disgustó con la dirección del grupo y decidió abandonarlo. En necesidad de un bajo, la banda audicionó a varias personas sin éxito. Timberlake pronto llamó a su entrenador vocal, quien sugirió a un cantante de dieciséis años de Misisipi llamado Lance Bass. La madre de Justin, Lynn Harless, llamó a casa de Lance para invitarlo al grupo. Lance viajó a Orlando para una audición y fue inmediatamente aceptado en la banda. Como los muchachos no querían cambiar el nombre del grupo, apodaron a Lance, LanceteN.
Desde ahí, Pearlman conjuntó a los cinco jóvenes en una casa en Orlando, donde ensayaban constantemente, aprendiendo las rutinas de baile y voces, y trabajando en la promoción de su primera presentación pública en Pleasure Island el 22 de octubre de 1995. Después de la presentación, el consultor de mercadotecnia Michael Schweiger fue contratado para vender la banda a todas las grandes empresas discográficas en Nueva York. Ninguna estuvo interesada, ya que pensaban que la banda era demasiado similar a los Backstreet Boys para tener éxito. Pearlman contrató a Johnny Wright, representante de los Backstreet Boys para manejar a la banda. 'N Sync le envió una demo de dos canciones a Wright y lo impresionaron. El grupo cantó para él y para un grupo de ejecutivos de BMG. Aunque la compañía tenía algunas preocupaciones con el nombre y las capacidades de baile de Lance Bass, ellos accedieron a firmar al grupo con BMG Ariola Múnich con Wright como su representante.
El primer sencillo de 'N Sync, «I Want You Back», lanzado por BMG Ariola Múnich se convirtió en un top diez hit en Alemania a finales de 1996. Con un contrato de grabación finalmente garantizado, los muchachos comenzaron una gira en países de habla alemana y más tarde en otros territorios europeos, simultáneamente grabaron su primer álbum, titulado «*NSYNC», fue lanzado en Alemania, Suiza y Austria en la primera mitad de 1997. El álbum alcanzó el #1 en Alemania en su primera semana de lanzamiento, también teniendo éxito en Suiza y Austria. Subsecuentemente, los lanzamientos de los sencillos «Tearin' Up My Heart» y «Here We Go» solidificaron el éxito de la banda en Europa.
'N Sync obtuvo la atención de Vincent DeGiorgio, un representante de RCA Records. Después de ver a la banda cantar en Budapest, él los firmó con RCA Records a principios de 1998. La disquera puso a la banda a grabar algunas canciones nuevas para ajustar su álbum para el mercado de los Estados Unidos.

### 1998-1999: arrasando con el mercado estadounidense
'N Sync lanzó su primer sencillo en Estados Unidos llamado «I Want You Back» en enero de 1997. La canción tuvo un éxito moderado alcanzando el #13 en el Billboard Hot 100. La banda siguió adelante con su álbum llamado *NSYNC el 24 de marzo de 1998. Inicialmente las ventas del álbum fueron bajas, debutando en el #82 en el Billboard Hot 200. Las ventas comenzaron a subir cuando Disney Channel transmitió un concierto original el 18 de julio de 1998, después de que los Backstreet Boys se negaron a realizar el concierto debido a la cirugía cardíaca de Brian Littrell. El concierto mandó al álbum a arrasar con las listas: 3 semanas antes del concierto, el álbum estaba en el #85 en las listas de álbumes. Tres semanas después del concierto el álbum alcanzó el número nueve. 'N Sync lanzó su segundo sencillo titulado «Tearin' Up My Heart» ese mismo mes. El sencillo fue puesto muchas veces en la radio y fue regularmente puesto en MTV (especialmente en un nuevo programa llamado Total Request Live). Este hecho incrementó la visibilidad de la banda y las ventas del álbum, que eventualmente alcanzaron el #2 en octubre de 1998. Constantes giras, incluyendo un segmento en la apertura del Velvet's Rope Tour de Janet Jackson ayudaron a mantener el impulso de la banda. Finalmente, el álbum recibió una certificación de diamante por las ventas de más de diez millones de copias por la RIAA.
La banda apareció en las series de televisión, Sabrina la Bruja Adolescente el 5 de febrero de 1999, a la altura de su popularidad, cantando Tearin' Up My Heart y God Must Have Spent a Little More Time on You, en un episodio en que Sabrina adquiría una falsa identificación mágica para asistir a su concierto.
El exitoso sencillo de 'N Sync de 1998, Tearin' Up My Heart alcanzó el número treinta en «Las 100 Más Grandiosas Canciones de los 90's» de VH1, 9 años después.
El 10 de noviembre de 1998, la banda lanzó un álbum de fiestas navideñas, Home For Christmas. El álbum alcanzó el #7 y vendió más de dos millones de copias. Con esto, 'N Sync realizó el raro logro de tener dos álbumes en el Top 10 del Billboard Hot al mismo tiempo. La banda consiguió su primer Top 10 en el Billboard Hot 100 con su tercer sencillo God Must Have Spent a Little More Time on You, que alcanzó el #8 en febrero de 1999. El cuarto y último sencillo del álbum, I Drive Myself Crazy fue un modesto éxito pero fue un pilar en Total Request Live.
En septiembre de 1999, 'N Sync colaboró con Gloria Estefan en una canción para la banda sonora de su película, «Music of My Heart». La canción Music of My Heart alcanzó el número dos en las listas del Billboard Hot 100 y la certificación de oro por la RIAA y sirvió como un recurso provisional entre los lanzamientos de álbumes.

#### Batallas legales
En 1999, 'N Sync experimentó una muy publicitada batalla legal con Lou Pearlman, debido a que la banda consideraba que Pearlman realizaba negocios ilícitos. Los muchachos de 'N Sync demandaron a Pearlman y a su empresa, Trans Continental, por defraudar a la banda ya que se estaban quedando con un 50 % de las ganancias, en lugar de su promesa de recibir solo una sexta parte de los beneficios. 'N Sync amenazó con abandonar y firmar con Jive Records, lo que llevó a Pearlman y a RCA Records a demandar a 'N Sync por $150 millones de dólares, alegando incumplimiento de contrato. La orden fue arrojada fuera de los tribunales. Después de llegar a un acuerdo fuera de los tribunales, 'N Sync firmó con Jive Records y Johnny Wright fue contratado como su representante.

### 2000: innovador éxito yNo Strings Attached
Con sus problemas detrás de ellos, 'N Sync se reorientó y trabajó en las canciones de su segundo álbum. En enero de 2000, la banda lanzó «Bye Bye Bye», una animada canción de baile que se fue disparada al puesto #5 en la lista del Billboard Hot 100, y se mantuvo cinco semanas encima de las listas del Hot 100 Airplay. La canción es a menudo considerada la canción sello de la banda. Ellos actuaron en el Grammy Latino en el 2001 cantando la versión en español de su canción «This I Promise You», «Yo Te Voy A Amar».
Su segundo álbum, No Strings Attached fue lanzado el 21 de marzo de 2000. El álbum hizo un récord al vender 2.4 millones de copias en su primera semana de lanzamiento en Estados Unidos (récord que duraría quince años, hasta que el álbum 25 de Adele sobrepasara las ventas de primera semana en 2015). Un estimado de 1.1 millones de copias de esas ventas se atribuyen al primer día de su lanzamiento, haciendo otro récord. A finales del 2000, el álbum había vendido más de 9.9 millones de copias, un récord para la mayoría de los discos que se venden solos en un solo año. No Strings Attached es actualmente el décimo álbum más vendido de la era del SoundScan, que recibió una certificación de diamante por las ventas de más de 11 millones de copias. El álbum también rompió el récord de ventas de Amazon.
Su segundo sencillo, «It's Gonna Be Me», se convirtió en su primer sencillo número uno en los Estados Unidos. El tercer y último sencillo del álbum, «This I Promise You» alcanzó el número cinco en las listas del Billboard Hot 100.
'N Sync también se fue a una gira mundial de No Strings Attached ese mismo año. Los boletos de entrada para el primer concierto se vendieron en un asombroso un millón en el primer día de ventas, y todos los lugares excepto un estadio se agotaron el primer día. El escenario fue más un tercio más grande que en su anterior gira, y presentaron una plataforma en movimiento que permitió que la banda se acercara a la multitud. Las aventuras de la preparación de la gira fueron presentadas en un especial de MTV, llamado Making the Tour, que luego fue lanzado en DVD La gira fue presentada en un especial de HBO, que salió al aire la misma semana que la canción de la banda, It's Gonna Be Me alcanzó el #1 en las listas del Hot 100. Luego, la banda estuvo en la segunda etapa de su gira durante el otoño y se llevó a cabo un último show para el concierto de Rock in Rio. La banda también cantó un medley de los Bee Gees en el 2001.
La banda luego lanzó Live From Madison Square Garden, un lanzamiento de VHS del grupo del especial de HBO.

### 2001-2002: Celebrity y «Pop»
El tercer álbum de 'N Sync, titulado Celebrity, fue lanzado el 24 de julio de 2001. El álbum produjo tres sencillos: Pop (número diecinueve en el Billboard Hot 100 de Estados Unidos), Gone (número once en el Hot 100 de Estados Unidos) y Girlfriend (número cinco en el Hot 100 de Estados Unidos). El álbum presentó mucha más participación creativa del grupo, especialmente de Timberlake y de Chasez, quienes escribieron y produjeron varias de las canciones. El álbum fue también más fuertemente influido por el hip-hop que en los anteriores lanzamientos de la banda. Como tal, el rapero Nelly contribuyó al remix del sencillo Girlfriend. El álbum fue generalmente bien recibido, pero las ventas fueron sustancialmente menores que los previos lanzamientos. El álbum vendió 1 879 955 copias en su primera semana, haciéndolo el segundo álbum más rápido en venderse en la historia del SoundScan en ese entonces, solo por detrás del álbum previo del grupo, No Strings Attached.
Para ayudar a mantener al álbum, 'N Sync se embarcó en una gira de cuatro meses en estadios, titulada Pop Odyssey Tour.

### 2003-2005: después de Celebrity
Luego de la gira del 2002 de 'N Sync, Celebrity, la banda entró en una pausa temporal para darles la oportunidad a los chicos de intentar cosas nuevas, en especial que Justin sacara un disco como solista. La banda todavía asistía a premiaciones y eventos juntos, y se reunieron en los Premios Grammy del 2003 para cantar un medley de los Bee Gees en tributo a los Bee Gees. Esa fue la última actuación televisada de 'N Sync. La última actuación pública de la banda fue en el Desafío Para los Niños 2004 de la banda, donde 'N Sync interpretó el himno nacional de Estados Unidos, canción que representó la primera interpretación de la banda juntos. Después de haber interpretado para el evento de caridad, los muchachos de la banda tuvieron una reunión para discutir la grabación de su próximo álbum pero Justin les dijo que no estaba interesado en ser parte del próximo álbum ya que no estaba de ánimo y que no creía que fuera a funcionar. Jive Records simplemente afirmó que no había un álbum programado para el 2004 por parte de 'N Sync, Justin Timberlake ni de JC Chasez, pero que la banda sigue unida. Lance Bass culpa a Jive Records de que Justin haya decidido iniciar una carrera como solista y no regresar con 'N Sync, al permitirle haber compuesto los tres sencillos del álbum Celebrity y haber sido el cantante principal de los tres sencillos, en especial Gone donde no hay ningún solo de JC Chasez (Chasez ni siquiera coescribió ninguno de los 3 sencillos).
En el 2005, los cinco se reunieron una última vez para el último Desafío Para los Niños, pero el grupo no interpretó ninguna canción. En otoño del 2005, 'N Sync lanzó un álbum de grandes éxitos. El álbum incluye una canción llamada «I'll Never Stop» que previamente no había sido lanzada en América.

### 2006-2023: apariciones ocasionales
'N Sync se reunió ante cámaras (por primera vez en 10 años) para interpretar un medley de «Girlfriend» y «Bye Bye Bye» en los MTV Video Music Awards 2013. La presentación duró menos de dos minutos y se debió a que Justin Timberlake recibió un premio honorífico de MTV. Una cuenta oficial de 'N Sync en Twitter fue abierta, donde se subieron fotos tras bastidores de los 5 integrantes reunidos. Después de la reunión, Lance Bass y JC Chasez afirmaron que no hay planes para realizar una gira o grabar nueva música próximamente.
El 29 de julio de 2014, fue lanzado un álbum compilatorio de éxitos y canciones no liberadas de 'N Sync, titulado «The Essential *NSYNC», el cual alcanzó la posición #25 en el Billboard 200. El álbum se agotó en Amazon en su día de lanzamiento, y rápidamente alcanzó el Top 10 de álbumes en iTunes Store. Lance Bass dijo sobre el álbum en el show de radio Dirty Pop: «Hay muchas de esas canciones que nunca había oído, recuerdo haberlas grabado, pero nunca las había escuchado antes, así que estoy interesado en solo escucharlas». JC Chasez tuiteó sobre el lanzamiento del álbum, declarando: «Tuve el sueño más extraño la noche anterior sobre que unos viejos amigos y yo teníamos un álbum top 10 en iTunes. Loco, ¿verdad?». Chris Kirkpatrick dijo sobre el álbum: «¡Es grandioso liberar algunas canciones que nunca antes estuvieron en un álbum! ¡Me alegro que nuestros fans de largo tiempo obtengan algo de música nueva!». Joey Fatone también dijo: «Muy interesante que este álbum salga, realmente no tenía idea, y está en el top de Amazon y iTunes... se lo debemos a nuestros fans. Gracias».
Joey Fatone y Chris Kirkpatrick protagonizaron en Dead 7, un film de vaqueros-zombi escrita por Nick Carter de los Backstreet Boys. La película se estrenó en el canal Syfy el 1 de abril de 2016.
El 29 de julio de 2016, fue anunciado que 'N Sync recibirá una estrella en el paseo de la fama de Hollywood en 2017. El 8 de agosto de 2016, los cinco miembros del grupo se reunieron para celebrar el cumpleaños número cuarenta de JC Chasez. Lance Bass ha confirmado que todos los miembros del grupo harán todo lo posible para reunirse una vez más para recibir juntos su estrella en el Paseo de la Fama de Hollywood en algún momento del 2017.
El 30 de abril de 2018, 'N Sync se reunió para recibir su estrella en el paseo de la fama de Hollywood. Esa misma noche, 'N Sync realizó una aparición sorpresa en el programa The Ellen DeGeneres Show, donde participaron en un juego de preguntas. JC Chasez afirmó en la venta de mercancía oficial del grupo en Los Ángeles, The Dirty Pop-Up, que no hay planes de momento para una gira.
El 14 de abril de 2019, 'N Sync (sin Justin Timberlake) se reunió para una presentación con Ariana Grande durante su presentación como artista principal en Coachella. Cantaron junto a Ariana Break Up With Your Girlfriend, I'm Bored, It Makes Me Ill y Tearin' Up My Heart.
El 14 de septiembre del 2023, N Sync con todos sus integrantes Lance Bass, Joey Fatone, Chris Kirkpatrick, JC Chasez y Timberlake aparecieron en el escenario de los MTV VMA 2023 para presentar el premio a la mejor canción pop a Taylor Swift, por su éxito de 2022 «Anti-Hero».

## Pausa temporal
'N Sync continua con una prolongada pausa temporal desde 2002.
- Justin Timberlake lanzó su primer álbum como solista titulado Justified, el 5 de noviembre de 2002. Después en el 2006, lanzó su segundo álbum como solista titulado FutureSex/LoveSounds el 12 de septiembre de 2006. También prestó su voz para el personaje «Artie», de la película Shrek tercero y ha grabado duetos con Madonna, Timbaland, 50 Cent y Black Eyed Peas entre otros. En 2013, lanzó su tercer y cuarto álbumes titulados The 20/20 Experience y The 20/20 Experience - 2 of 2 y, en 2018, se editó su quinto disco Man of the Woods. Justin ha vendido veinticinco millones de álbumes y más de treinta y ocho millones de sencillos y ha conseguido tener cinco hits número uno en el Billboard Hot 100, convirtiéndose en el más exitoso del grupo.[cita requerida] Timberlake posee una marca de ropa llamada William Rast y tres restaurantes en Estados Unidos y es dueño de la disquera Tennman Records. También ha coprotagonizado películas como The Social Network, Edison (junto a Morgan Freeman), Friends With Benefits (junto a Mila Kunis), Bad Teacher (junto a Cameron Díaz), The Love Guru (junto a Jessica Alba), The Open Road (junto a Jeff Bridges) y ha ganado 10 premios Grammy y 4 premios Emmy.

- JC Chasez lanzó su primer álbum como solista el 24 de febrero de 2004, titulado Schizophrenic, pero tuvo muchísimo menos éxito que Justin. Estuvo trabajando en su segundo álbum, Kate, pero su liberación fue estancada indefinidamente por Jive Records, eventualmente JC dejó la disquera. Chasez también ha ayudado a coescribir algunas canciones para otros artistas, sobre todo la canción «Treat Me Right» para los antiguos rivales de 'N Sync, los Backstreet Boys en su álbum del 2007, Unbreakable. Chasez también sirvió como juez en el programa de MTV, America's Best Dance Crew de 2008 al 2012, y ha aparecido en algunos episodios de series de televisión ocasionalmente.

- Chris Kirkpatrick cerró su negocio de ropa, FuManSkeeto y ha participado con varias bandas indie/punk rock en un nivel de negocios, incluyendo a una banda de rock de Hawái. También ha grabado como solista así como con su otra banda, Nigel's 11. También ha prestado su voz para la caricatura de Nickelodeon, Los Padrinos Mágicos, para el personaje Chip Skylark. El último proyecto de Kirkpatrick fue la participación en un reality show de VH1 llamado Mission: Man Band. El show presenta a un elenco de antiguos miembros de bandas juveniles, incluyendo a Rich Cronin de Lyte Funky Ones, a Jeff Timmons de 98 Degrees y a Bryan Abrams de Color Me Badd. El objetivo del show es formar una banda con varios miembros de exitosas bandas pop del pasado. Los 4 llamaron a la banda «Sureshot» y estuvieron comprando por el mundo por un contrato de grabación, y una posible segunda temporada del show. Kirkpatrick participó en la segunda temporada de Gone Country en CMT durante el 2008.

- Lance Bass se convirtió en un cosmonauta certificado por la NASA después de varios meses de entrenamiento en Rusia en el 2002, pero aún no ha podido realizar su sueño de ir al espacio exterior debido a la falta de fondos de los donantes financieros. Bass abrió una empresa de producción de películas llamada Bacon and Eggs, que ha producido varias películas incluyendo la del 2007, Lovewrecked. También protagonizó su propia película, On the Line, con su antiguo compañero de banda, Joey Fatone. En el 2006, después de meses de especulación por parte de los medios, Lance Bass confirmó que es gay en la portada de la revista People. Su autobiografía titulada «Out of Sync» fue puesta en venta el 23 de octubre de 2007. En el 2008, Lance fue un concursante en la séptima temporada de la serie de televisión Dancing with the stars quedando en tercer lugar. Bass tiene un cameo en la película del 2007, I Now Pronunce You Chuck and Larry y en la del 2008, Tropic Thunder.

- Joey Fatone ha aparecido en varios filmes como el de My Big Fat Greek Wedding, The Cooler, una experimental versión musical de Red Riding Hood y Homie Spumoni. En Broadway, Fatone ha protagonizado en Rent y Little Shop of Horrors. En septiembre de 2004, Joey se casó con su novia desde hace mucho tiempo, Kelly Baldwin, en un castillo en Long Island. La pareja tiene una hija llamada Briahna. El grupo apareció en el show sketches cómicos de Seth Green, Pollo Robot en 2005, pero solo Joey y Lance prestaron su voz para sus propios personajes en el episodio. En 2007, Fatone obtuvo el segundo lugar en Dancing with the stars. Después el protagonizó a un jugador de béisbol retirado llamado Joey Vitolo en las series de Disney Channel, Hannah Montana y fue el anfitrión del programa The Singing Bee de NBC hasta su cancelación en 2009, y ha sido anfitrión de la alfombra roja (preshow) de los Screen Actors Guild Awards 2008 y de los Premios de la Academia 2008.

## Futuro
De acuerdo a Jive Records, 'N Sync firmó un contrato garantizando un mínimo de 5 álbumes.[cita requerida] Hasta la fecha, ellos han entregado 3 álbumes: No Strings Attached, Celebrity y un álbum de grandes éxitos. Los planes de la banda para realizar su próximo álbum se han discutido pero nunca realizado. Una de las primeras señales de que el futuro del grupo estaba en peligro fue en el 2006, el primer año en que la banda no se reunió para el Desafío Para los Niños, su evento anual de caridad.
En el 2005, Justin Timberlake comentó: «Todavía hay una posibilidad de que 'N Sync se pueda volver a reunir. Todavía hay una posibilidad de que Lance pueda caminar en la luna. Nuestra relación va más allá de los álbumes. Nosotros somos amigos, ellos son mis hermanos».
En el 2006, Justin Timberlake fue entrevistado en un episodio del programa de MTV llamado All Eyes On, donde mencionó que él era el responsable de que 'N Sync ampliara su descanso. También mencionó que, incluso si la banda se vuelve a unir ahora, no estaba seguro de lo que serían capaces de llevar a cabo, dado que la música que alguna vez los hizo famosos ha decrecido en popularidad.
Aunque actualmente no hay planes para una reunión en un futuro próximo, los miembros de la banda han continuado trabajando juntos de vez en cuando. El 31 de octubre de 2006, Timberlake se reunió con su antiguo compañero de banda, JC Chasez en su gira SexyBack en el Roseland Ballroom. Chasez interpretó «Until Yesterday», un sencillo de su próximo álbum.
En el 2007, en «Las 100 Más Grandiosas Canciones de los 90» de VH1, la canción Tearin' Up My Heart quedó en el número treinta y Chris Kirkpatrick mencionó que 'N Sync podría grabar otro disco «mañana o en un reencuentro dentro de treinta años», pero que si harán otro disco en algún momento.
Varios miembros de 'N Sync han comentado sobre sus esperanzas de que la banda se vuelva a reunir para hacer su próximo álbum. En una entrevista con Chris Kirkpatrick el 7 de septiembre de 2007, Kirkpatrick dijo:

Todos somos amigos. La banda no se ha roto oficialmente, tu sabes, y siempre habrá un espacio para una reunión. ¡Por mucho de que un montón de gente va a odiar eso, será genial! Para las personas que lo odien, ¡nos gustará, hahaha! ¡Aquí vamos! ¡De regreso de nuevo! ¡Les dijimos que venía de regreso!

Todos somos amigos. La banda no se ha roto oficialmente, tu sabes, y siempre habrá un espacio para una reunión. Por mucho de que un montón de gente va a odiar eso, será genial! Para las personas que lo odien, nos gustará, hahaha! Aquí vamos! De regreso de nuevo! Les dijimos que venía de regreso!
Aunque no trabajan juntos, Joey Fatone apareció en la final de la primera temporada de America's Best Dance Crew entre la audiencia y su antiguo compañero de banda, JC Chasez estaba de juez en el programa.
En agosto de 2008, Kirkpatrick mencionó a la revista OK!: «Algún día habrá una reunión de 'N Sync, pero no creo que ahora sea el momento… Nos llevamos como hermanos. Todos nos amamos unos a otros, todos nos preocupamos unos por otros. Estoy seguro de que vamos a regresar». Lance Bass también dijo a Acces Hollywood que la banda tiene grandes posibilidades de reunirse, a pesar del itinerario sin fin de Justin. Timberlake y Chasez aparecieron juntos en el final de Total Request Live el 16 de noviembre de 2008, aunque no mencionaron una reunión.
En septiembre de 2008, Lance Bass dijo que habrá una reunión de 'N Sync para grabar un álbum y hacer una gira dentro de uno o cinco años, ya que será difícil poner sus agendas en sincronía a causa de la agenda tan apretada de Justin Timberlake y que aún le deben algunos álbumes a su disquera.
El 6 de noviembre de 2008, en una entrevista de MTV, Lance Bass mencionó:

Siempre habrá una posibilidad para una gira o una reunión. Pero eso es algo de lo que voy a amar discutir. Yo pienso que eso va a ser necesitado el próximo año, y yo creo que nuestros fans van a amarlo, ya que nosotros nunca dijimos adiós.

El 24 de noviembre de 2008, Joey Fatone comentó en una entrevista de MTV que él amaría traer a la banda de regreso y que piensa que eso puede pasar una vez que los muchachos se tomen un minuto o dos para discutir sus opciones para una reunión.
El 17 de octubre de 2011, los exmiembros del grupo tuvieron una reunión privada en casa de Chris Kirkpatrick con motivos de celebrar su cumpleaños número 40. Fue la primera vez en 6 años que los 5 integrantes del grupo estuvieron juntos en el mismo lugar. No hubo palabras acerca de grabar un nuevo álbum.

## Mercancía
La banda tiene un gran número de productos de mercancía, incluyendo juegos de mesa, micrófonos, linimentos para labios, muñecos, libros y cuadernos, cadenas para llaves, ropa, almohadas, sabanas, pósteres, videojuegos y varios otros artículos. La banda ha salido en comerciales para McDonald's junto con Britney Spears y para Chilli's Grill & Bar y Chillis ayudó a patrocinar la gira de la banda. También tienen un CD y un vídeo que presenta fotos tras las cámaras de la creación de los videos musicales de 'N Sync.

## Premios
Anexo:Premios y nominaciones de 'N Sync
Por parte de la RIAA, el álbum *NSYNC ganó 10 discos platino, Home For Christmas ganó 2 discos platino, No Strings Attached ganó 11 discos platino y Celebrity 5 discos platino. También ganaron 3 discos diamante y 12 platinos por lanzamientos de VHS/DVD.

## Discografía
- *NSYNC (1997).
- Home for Christmas (1998).
- No Strings Attached (2000).
- Celebrity (2001).

Álbumes recopilatorios
- The Winter Album (1998).
- Greatest Hits (2005).
- The Collection (2010).
- The Essential *NSYNC (2014).

Nueva Música
- Better Place (2023).
- Paradise (2024).

## Giras
- 1997: For the Girl Tour (también conocida como «I Want You Back Tour» en otoño de 1997).
- 1998: *NSYNC in Concert.
- 1998-1999: Second II None Tour.
- 1999: Ain't No Stoppin' Us Now Tour / Boys of Summer Tour / The Winter Shows.
- 2000: No Strings Attached Tour.
- 2001: Pop Odyssey Tour.
- 2002: Celebrity Tour.